# Мелітопольська гімназія № 10
Мелітопольська гімназія № 10 — загальноосвітній навчальний заклад в місті Мелітополь Запорізької області.
Відкриття школи випало на лютий 1921 року. Про створення навчального закладу в архівних документах говорилося: «Протокол об'єднаного засідання колегії викладачів шкільних рад шкіл міста від 2 лютого 1921 року про перейменування шкіл, перше вище навчальне училище було перейменовано в 10-ту радянську школу». Розташувався «храм науки» на території вулиці названої на честь Дем'яна Бідного (зараз — проспект Б.Хмельницького).
З 1921 р. по 1928 р. — школа № 10 вела діяльність як трудова початкова школа.
12 вересня 1930 року — присвоєння майбутній гімназії ім'я Г.Петровського.
У 1933 р. −1934 р.. школа працювала як семирічна, і знаходилася в одному з приміщень станції Мелітополь. Першим її директором став Іоха К. Є. Серед вчителів, що працювали в ті часи, до сьогодення дійшла слава про відомого поета та художника Фесюк О. А.
У стінах школи № 10 в 1936 році розмістилася залізнична школа № 89, для якої пізніше було збудоване окреме приміщення на Юрівці, і зараз вона відома як ЗОШ № 23.
З 1937–1941 р.р. школа № 10 розмістилася в приміщенні нинішнього торгового комплексу «Пасаж».
6 жовтня 1941 року фашисти зайняли місто Мелітополь. Навчання у школах міста і району припинилося.
23 жовтня 1943 року Мелітополь був звільнений від фашистських загарбників, вчителі та учні з великим ентузіазмом взялися за відбудову своєї рідної школи.
10 листопада 1943 року розпочалося навчання в школі.
1946 рік. школа перейшла в приміщення дитячої залізничної станції «Піонерська» в парку ім. М.Горького. З 1944 по 1949 рр. школа існувала як жіноча.
10 листопада 1950 року школі присвоєно ім'я Н. Крупської. В 1957 році був відкритий клас з виробничим навчанням садоводи, а в 1959–1960 н.р. було введено виробниче навчання з професій — кулінари та продавці промислових і продовольчих товарів.
У 1959 році було збудоване приміщення їдальні, а в 1969 році школу було реконструйовано (добудовано другий поверх).
До 1990 року школа функціонувала, як загальноосвітня. А в 1990 році Мелітопольська міська рада народних депутатів ухвалила рішення про відкриття на базі середньої школи № 10 — школи-ліцею з технічним профілем навчання (поглиблене вивчення математики і фізики), директором якої була Тоцька Антоніна Григорівна, а з 1993 року директор нашої школи — Максимова Галина Фадіївна.
В 1992 році назву «школа-ліцей» було змінено на назву «гімназія-ліцей».
З 1998 року початкові класи гімназії № 10 було відокремлено і створено початкову школу № 17.
В 2005–2006 н.р. наша школа святкувала ювілей — 85 років школі № 10, 15 років гімназії № 10.
```
Структура Мелітопольської гімназії №10 включає в себе школи II –ІІІ ступенів.
```

```
        Всього учнів: 345
```

```
        Загальна кількість класів: 13
```

· Основна школа — 5-8 класи (9 класів): поглиблене вивчення англійської мови, історії, математики та спецкурсів;
```
 – 9 класи (2 класи): поглиблене вивчання історії, математики та спецкурсів;
```

· Старша школа — 10-11 класи: профільне вивчання предметів гуманітарного циклу (англійська мова) та математичного циклу (алгебра та геометрія); додаткові предмети — німецька мова, спецкурси — країнознавство США, «Людина і космос»; факультативні (Основи створення комп'ютерних презентацій) та індивідуальні заняття (німецька мова).